# Stranka penzionera / umirovljenika BiH
Stranka penzionera / umirovljenika BiH multietična je stranka u BiH. Na zadnjim izborima 5. listopada 2002. osvojila je 1,4% glasova i 1 od 42 zastupničkih mjesta u Bosanskohercegovačkom parlamentu, a 2 od 140 zastupničkih mjesta u Parlamentu FBiH.